# 78 f.Kr.

## Händelser

### Efter plats

#### Romerska republiken
- Marcus Aemilius Lepidus blir konsul i Rom. Han introducerar ett antal reformer och återinsätter förvisade medborgare i sina ämbeten i ett försök att återställa det demokratiska styret i Rom.

## Avlidna
- Lucius Cornelius Sulla Felix, romersk fältherre och statsman